# Bad Mergentheim
Bad Mergentheim este un oraș din landul Baden-Württemberg, Germania.

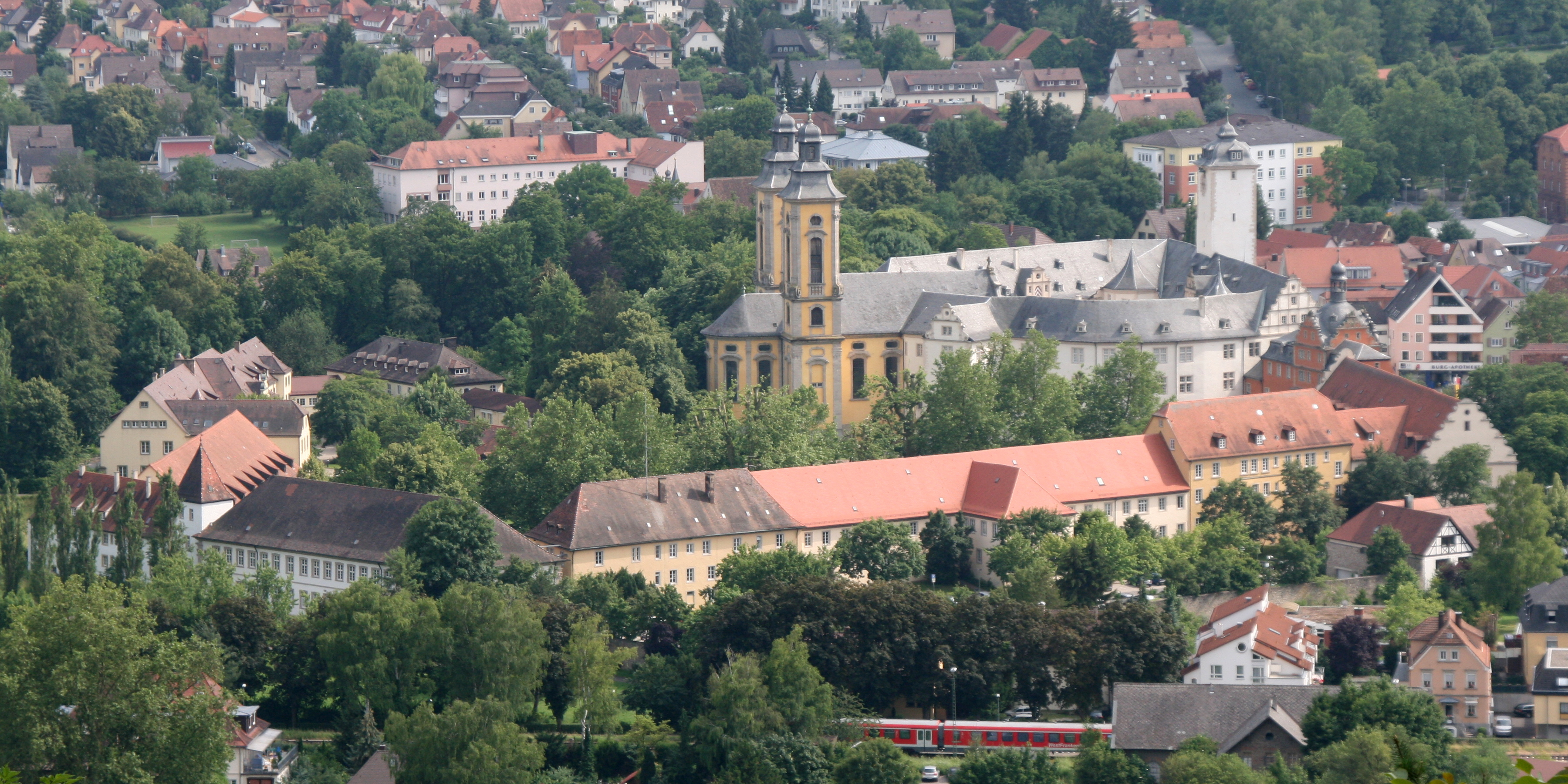
Biserica Ordinului German (construită de Balthasar Neumann)

"Biserica Ordinului German" din acestă localitate a fost creată de marele arhitect german Balthasar Neumann.

## Personalități marcante
- Edvard Hjelt

1. ↑  Alle politisch selbständigen Gemeinden mit ausgewählten Merkmalen am 31.12.2018 (4. Quartal) (în germană), Statistisches Bundesamt[*], arhivat din original la 10 martie 2019, accesat în 10 martie 2019